# Ріу-Меан
Ріу-Меан (порт. Rio Meão; МФА: [ˈʁi.u mi.ˈɐ̃w]) — парафія в Португалії, у муніципалітеті Санта-Марія-да-Фейра. Розташована в західній частині країни, на теренах історичної португальської провінції Бейра. Входить до складу округу Авейру. За адміністративним поділом, чинним до 1976 року, терени парафії були складовою провінції Берегове Дору. Належить до Авейрівської діоцезії Католицької церкви. Патрон — святий Яків. Площа — 6,6834 км². Населення — 4931 ос. (2011). Середньо урбанізований регіон. Густота населення — 737,8 осіб/км²
. Код — 010921.

## Географія

Санта-Марія-да-Фейра (2013)
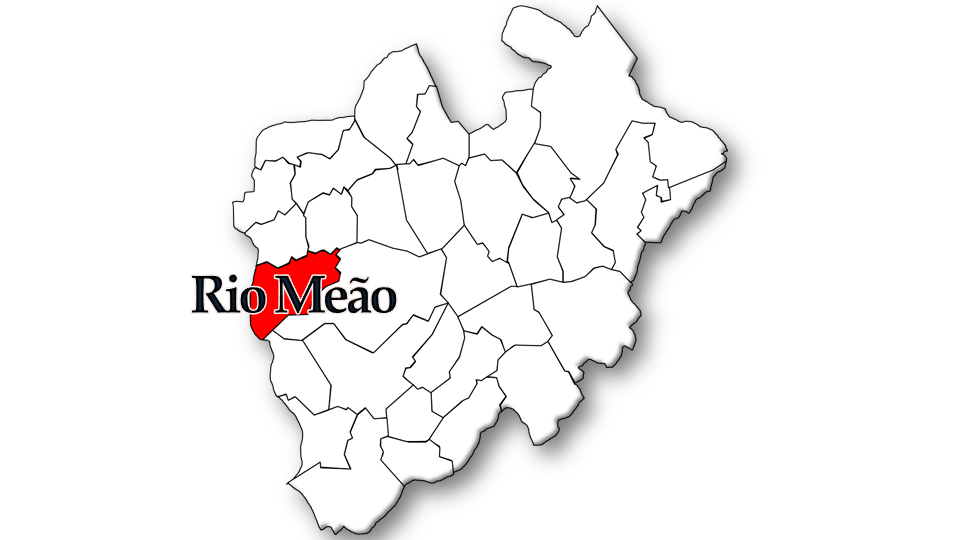
Ріу-Меан

## Населення
| Кількість мешканців | Кількість мешканців | Кількість мешканців | Кількість мешканців | Кількість мешканців | Кількість мешканців | Кількість мешканців | Кількість мешканців | Кількість мешканців | Кількість мешканців | Кількість мешканців | Кількість мешканців | Кількість мешканців | Кількість мешканців | Кількість мешканців |
| ------------------- | ------------------- | ------------------- | ------------------- | ------------------- | ------------------- | ------------------- | ------------------- | ------------------- | ------------------- | ------------------- | ------------------- | ------------------- | ------------------- | ------------------- |
| 1864                | 1878                | 1890                | 1900                | 1911                | 1920                | 1930                | 1940                | 1950                | 1960                | 1970                | 1981                | 1991                | 2001                | 2011                |
| 952                 | 1 022               | 1 167               | 1 328               | 1 495               | 1 561               | 1 805               | 2 139               | 2 434               | 3 024               | 3 294               | 4 417               | 4 324               | 4 688               | 4 931               |